# Wolcottville
Wolcottville è un comune degli Stati Uniti d'America, situato nello Stato dell'Indiana, diviso tra la contea di Noble e la contea di LaGrange.